# Lista över Etiopiens premiärministrar
Etiopiens premiärminister är Etiopiens regeringschef. Regeringschefen är den som tillsammans med det federala parlamentet innehar den exekutiva makten i landet. 
Från 1909 till 1974 delades makten mellan regeringschefen och kejsaren. Från 1974 till 1987 var posten som premiärminister avskaffad samtidigt som landet styrdes av en militärjunta. År 1987 etablerades Demokratiska folkrepubliken Etiopien, under vilken endast Etiopiens kommunistiska parti var det tillåtna partiet. Från 1991 till 1995 leddes Etiopien av övergångsregering med Tamirat Layne som tillförordnad premiärminister.
I samband med skapande av Demokratiska förbundsrepubliken Etiopien år 1995 tillträdde Meles Zenawi som landets premiärminister. Zenawi vidhöll makten i landet från 1995 fram till hans död år 2012, och hans parti EPRDF/TPLF har innehaft en majoritet av mandaten i parlamentet sedan 1995. 
Etiopiens nuvarande premiärminister är Abiy Ahmed Ali, som tillträdde den 2 april 2018.

## Lista över regeringschefer (1909- )
| Nr                                                                       | Porträtt | Namn (Född-Död)                      | Mandatperiod                                         | Mandatperiod                                   | Politiskt parti                     |
| ------------------------------------------------------------------------ | -------- | ------------------------------------ | ---------------------------------------------------- | ---------------------------------------------- | ----------------------------------- |
| Kejsardömet Etiopiens premiärministrar (1909–1974)                       |          |                                      |                                                      |                                                |                                     |
| 1                                                                        |          | Habte Giyorgis (1851–1927)           | 1909                                                 | 1927                                           | Obunden                             |
| 2                                                                        |          | Tafari Makonnen (1892–1975)          | 1927                                                 | 1 maj 1936                                     | Obunden                             |
| 3                                                                        |          | Wolde Tzaddick (okänt)               | 1 maj 1936                                           | 1942                                           | Obunden                             |
| 4                                                                        |          | Makonnen Endelkachew (1890–1963)     | 1942                                                 | 1 november 1957                                | Obunden                             |
| 5                                                                        |          | Abebe Aregai (1903–1960)             | 1 november 1957                                      | 15 december 1960 (ifrågasatt från 12 december) | Obunden                             |
| 6                                                                        |          | Imru Haile Selassie (1892–1980)      | 12 december 1960 (självproklamerad från 12 december) | 15 december 1960                               | Obunden                             |
| —                                                                        |          | Vakant                               | 15 december 1960                                     | 17 april 1961                                  |                                     |
| 7                                                                        |          | Aklilu Habte-Wold (1912–1974)        | 17 april 1961                                        | 1 mars 1974                                    | Obunden                             |
| 8                                                                        |          | Endelkachew Makonnen (1927–1974)     | 1 mars 1974                                          | 22 juli 1974                                   | Obunden                             |
| 9                                                                        |          | Mikael Imru (1929–2008)              | 22 juli 1974                                         | 12 september 1974                              | Obunden                             |
| Derg (Socialistiska Etiopiens tillfälliga militära regering) (1974-1987) |          |                                      |                                                      |                                                |                                     |
| —                                                                        |          | Ämbete avskaffat                     | 12 september 1974                                    | 10 september 1987                              |                                     |
| Demokratiska folkrepubliken Etiopiens premiärministrar (1987-1991)       |          |                                      |                                                      |                                                |                                     |
| 10                                                                       |          | Fikre Selassie Wogderess (1945-2020) | 10 september 1987                                    | 8 november 1989                                | Etiopiens arbetarparti              |
| —                                                                        |          | Hailu Yimenu (?-1991)                | 8 november 1989                                      | 26 april 1991                                  | Etiopiens kommunistiska parti       |
| —                                                                        |          | Tesfaye Dinka (okänt)                | 26 april 1991                                        | 27 maj 1991                                    | Etiopiens kommunistiska parti       |
| Övergångsregerings premiärministrar (1991-1995)                          |          |                                      |                                                      |                                                |                                     |
| —                                                                        |          | Tesfaye Dinka (okänt)                | 27 maj 1991                                          | 6 juni 1991                                    | Etiopiens kommunistiska parti       |
| —                                                                        |          | Tamirat Layne (1955- )               | 6 juni 1991                                          | 22 augusti 1995                                | Etiopiska folkdemokratiska rörelsen |
| Demokratiska förbundsrepubliken Etiopiens premiärministrar (1995– )      |          |                                      |                                                      |                                                |                                     |
| 11                                                                       |          | Meles Zenawi (1955–2012)             | 23 augusti 1995                                      | 20 augusti 2012                                | EPRDF/TPLF                          |
| 12                                                                       |          | Hailemariam Desalegn (1965– )        | 20 augusti 2012                                      | 2 april 2018                                   | EPRDF/SEPDM                         |
| 13                                                                       |          | Abiy Ahmed Ali (1976– )              | 2 april 2018                                         | Nuvarande                                      | OPDO (EPRDF)                        |